# Nonsuchfördraget

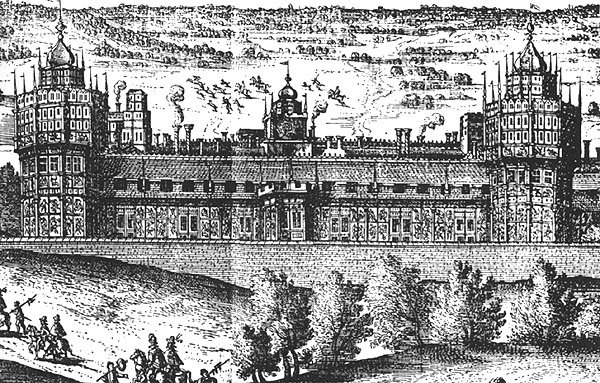
Ett samtida träsnitt av Nonsuch Palace, där Nonsuchfördraget slöts år 1585.

Nonsuchfördraget undertecknades av Elisabet I av England och de holländska Generalstaterna den 20 augusti 1585 på Nonsuch Palace i Surrey. 
England gick med på att bidra med 400 hästar och 6 500 soldater (vilket senare ändrades till 8 000) och 600 000 floriner om året till det holländska försvaret. När fördraget reviderades tillkom ytterligare förstärkningar och den fastslagna slutsumman blev att även 1000 hästar skulle skickas. Nederländerna fick i gengäld lämna över Ostend, Brill och Flushing till England. 
I fördraget ingick även avtal om att en generallöjtnant skulle utses av drottning Elisabet, som skulle utöva kontroll över de provinser i Nederländerna som ingick i upproret. Inte alla uppskattade dock att Englands närvaro i Nederländerna befästes i detta avtal, särskilt inte medborgarna i Zeeland som var det område som påverkades mest. Elisabet utnämnde sin gunstling Robert Dudley, earl av Leicester till uppdraget som generallöjtnant. Hans befäl i Nederländerna kom dock att i stort bli ett misslyckande, till stor del för att Elisabet vägrade att förse Leicester med de resurser han behövde. Av och till tvingades Leicester betala sina svältande soldater ur egen ficka.
Den främsta orsaken till fördraget var Joinvillefördraget som 1584 tecknats mellan Filip II av Spanien och den katolska ligan i Frankrike.
Filip II uppfattade Nonsuchfördraget som en krigsförklaring. Tre år senare sjösatte han den spanska armadan för att försöka invadera England. Segern över den spanska armadan kom att bli Elisabets kanske största militära triumf.